# Кубок мира по спортивной ходьбе 1995
Кубок мира по спортивной ходьбе 1995 года прошёл 29—30 апреля в Пекине, столице Китая. Были разыграны 7 комплектов медалей (3 в личном и 4 в командном зачёте). Мужчины боролись за Кубок Лугано, который получала лучшая сборная по итогам заходов на 20 и 50 км. Женщины разыгрывали Кубок Эшборна на дистанции 10 км.
На старт вышли 330 ходоков из 36 стран мира (226 мужчин и 104 женщины).
Каждая команда могла выставить до пяти спортсменов в каждый из заходов. Лучшие в командном зачёте определялись по сумме очков, набранных тремя сильнейшими представителями страны (очки начислялись в зависимости от занятого места). В зачёт Кубка Лугано шли по три лучших результата на дистанциях 20 и 50 км у мужчин.
Китайские легкоатлеты выиграли все три захода на домашнем Кубке мира. При этом за 16 предыдущих розыгрышей турнира мужчины из Китая ни разу не попадали в тройку призёров ни на 20, ни на 50 км. Женская команда, напротив, регулярно оказывалась в числе лучших в личном и командном первенстве, победа в Кубке Эшборна стала для них третьей в истории.
Чжао Юншэн в ходьбе на 50 км установил новый рекорд Азии — 3:41.20.

## Расписание
| Дата           | Заход         |
| -------------- | ------------- |
| 29 апреля 1995 | 10 км женщины |
| 29 апреля 1995 | 20 км мужчины |
| 30 апреля 1995 | 50 км мужчины |

## Медалисты
Сокращения: WR — мировой рекорд | AR — рекорд континента | NR — национальный рекорд | CR — рекорд соревнований
Курсивом выделены участники, чей результат не пошёл в зачёт команды

### Мужчины
| Дисциплина              | Золото | Золото        | Серебро | Серебро   | Бронза | Бронза    |
| ----------------------- | --- | ------------- | --- | --------- | --- | --------- |
| 20 км                   | Ли Цзэвэнь Китай | 1:19.44       | Михаил Щенников Россия | 1:19.58   | Бернардо Сегура Мексика | 1:20.32   |
| 20 км (команды)         | Китай · Ли Цзэвэнь · Чэнь Шаого · Бо Линтан · Ли Минцай · Ян Цзюнь | 436 очков     | Италия · Микеле Дидони · Вальтер Арена · Энрико Ланг · Джованни Перричелли · Артуро Ди Мецца | 422 очка  | Мексика · Бернардо Сегура · Даниэль Гарсия · Алехандро Лопес · Мигель Солис · Шадат Мендоса                                          | 420 очков |
| 50 км                   | Чжао Юншэн Китай | 3:41.20 AR CR | Хесус Анхель Гарсия Испания | 3:41.54   | Валентин Кононен Финляндия | 3:42.50   |
| 50 км (команды)         | Мексика · Мигель Родригес · Карлос Мерсенарио · Херман Санчес · Филберто Пантоха · Мартин Бермудес                                                                                     | 426 очков     | Россия · Валерий Спицын · Алексей Воеводин · Николай Матюхин · Герман Скурыгин · Андрей Плотников | 419 очков | Испания · Хесус Анхель Гарсия · Хайме Барросо · Андрес Марин · Басилио Лабрадор · Фаустино Руис                                      | 413 очков |
| Кубок Лугано (20+50 км) | Мексика · Бернардо Сегура · Даниэль Гарсия · Алехандро Лопес · Мигель Родригес · Карлос Мерсенарио · Херман Санчес · Мигель Солис · Шадат Мендоса · Филберто Пантоха · Мартин Бермудес | 846 очков     | Италия · Микеле Дидони · Вальтер Арена · Энрико Ланг · Джованни Де Бенедиктис · Паоло Бьянки · Джузеппе Де Гаэтано · Джованни Перричелли · Артуро Ди Мецца · Патрицио Паркезепе · Алессандро Мистретта | 815 очков | Китай · Ли Цзэвэнь · Чэнь Шаого · Бо Линтан · Чжао Юншэн · Вэй Хань · Цзяо Баочжун · Ли Минцай · Ян Цзюнь · Чжоу Юншэн · Цзинь Гохун | 805 очков |

### Женщины
| Дисциплина    | Золото                                                          | Золото   | Серебро                                                                                                  | Серебро   | Бронза                                                                                           | Бронза   |
| ------------- | --------------------------------------------------------------- | -------- | --- | --------- | ------------------------------------------------------------------------------------------------ | -------- |
| 10 км         | Гао Хунмяо Китай                                                | 42.19 CR | Елена Николаева Россия                                                                                   | 42.32     | Лю Хунъюй Китай                                                                                  | 42.49    |
| Кубок Эшборна | Китай · Гао Хунмяо · Лю Хунъюй · Гу Янь · Фань Сяолин · Ван Янь | 443 очка | Италия · Элизабетта Перроне · Росселла Джордано · Аннарита Сидоти · Кристиана Пеллино · Илеана Сальвадор | 427 очков | Россия · Елена Николаева · Тамара Коваленко · Елена Грузинова · Елена Аршинцева · Ирина Станкина | 422 очка |